# Chambre de la Reine

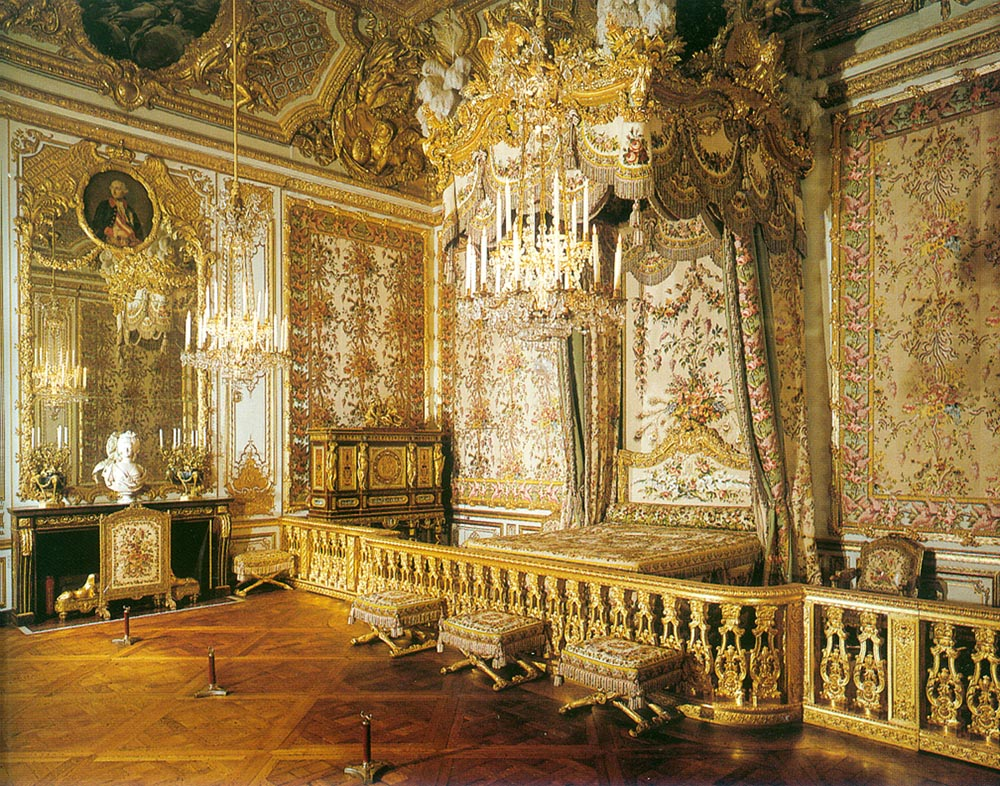
Slaapkamer van Marie Antoinette

De Chambre de la Reine is een van de vertrekken van koningin Marie Antoinette die zich bevinden op de eerste verdieping van het Kasteel van Versailles.
Elke ochtend was hier het Grand Lever, waarbij de prinsessen van den Bloede een kledingstuk aan de koningin mocht aanreiken. Hier bevinden zich het Hemelbed, een juwelenkast, een haard en pendule.
Het houtsnijwerk is van Verberkt. De plafondschilderingen zijn gemaakt door Boucher. De bovendeurstukken zijn van De Troy. In de hoeken werd in 1770 de tweekoppige Oostenrijkse adelaar aangebracht.
In 1775 werden er boven de spiegels wandkleden met de afbeelding van Lodewijk XVI, haar moeder Maria Theresia en haar broer Jozef II aangebracht.
Er zijn in deze kamer twee koninginnen en twee troonopvolgsters gestorven en negentien koningskinderen geboren.